# Schwabentor (Freiburg im Breisgau)
Das Schwabentor (im Mittelalter auch Obertor genannt) ist das jüngere der beiden noch erhaltenen Stadttore (→ Martinstor) der mittelalterlichen Stadtbefestigung von Freiburg im Breisgau.

## Geschichte

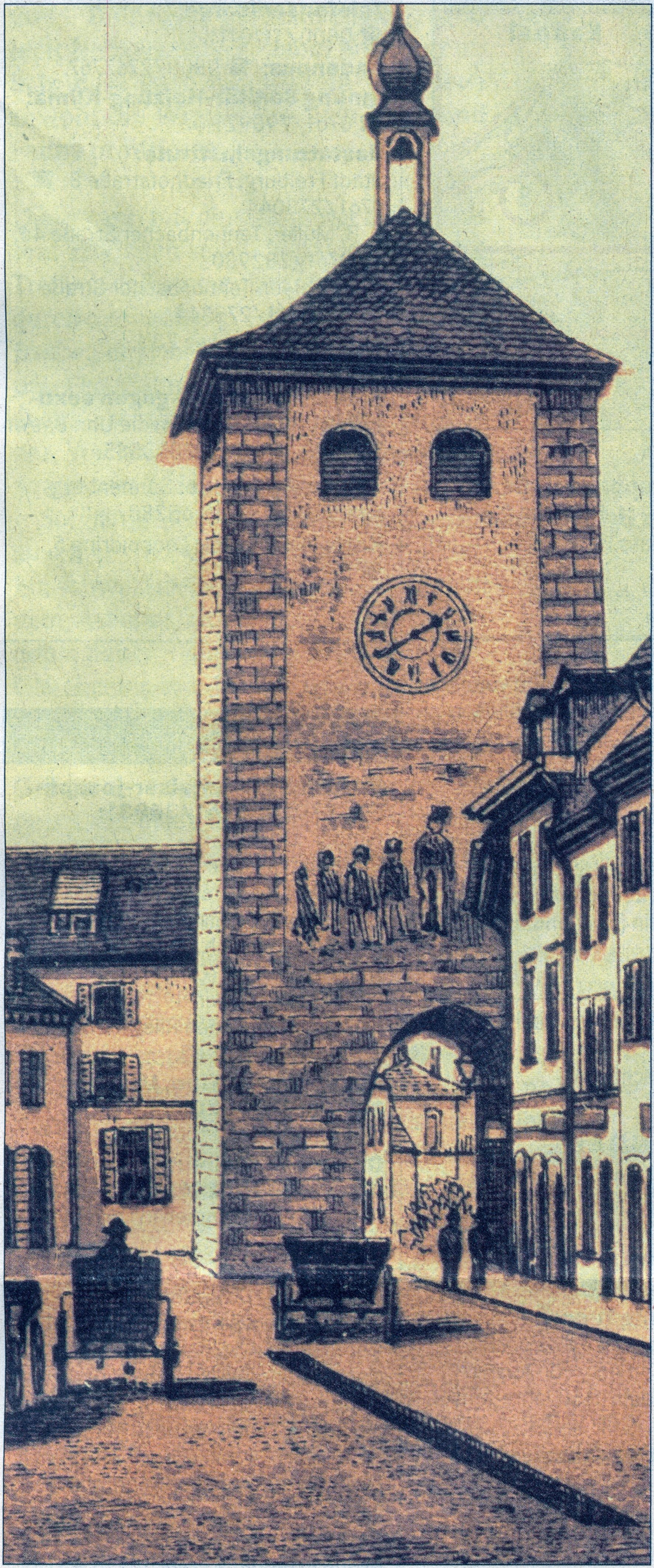
Schwabentor (um 1890)

Der um 1250 errichtete Torturm besaß ursprünglich einen Zwinger in Richtung Stadtgraben und war zur Stadtseite hin offen, erst 1547 wurde er mit einer steinernen Wand zur Stadt geschlossen. 1572 wurde ein Treppentürmchen angefügt. 100 Jahre später malte Mathäus Schwäri auf der Innenstadt-Seite das Bild eines Kaufmanns mit einem Fuhrwerk, zu dem im 19. Jahrhundert die Legende vom Schwaben entstand, der mit zwei Fässern voll Geld nach Freiburg kam, um die Stadt zu kaufen. Er wurde ausgelacht, doch war das Gelächter noch größer, als sich herausstellte, dass die Fässer nur Sand und Kieselsteine enthielten — seine Frau hatte vor seiner Abreise heimlich das Geld gegen die wertlose Füllung ausgetauscht.

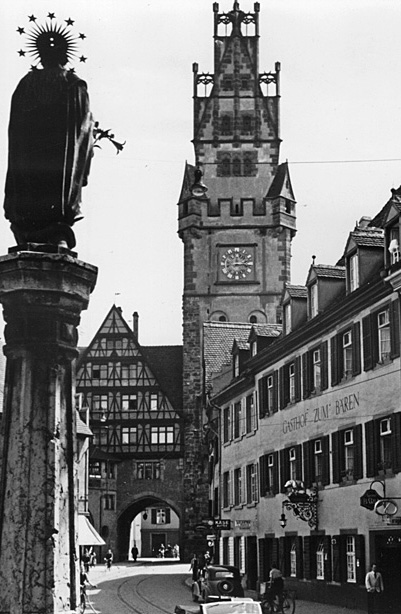
Schwabentor mit Treppengiebel (1936)

Bis zum Ausgang des 19. Jahrhunderts blieb das Schwabentor weitgehend unverändert. Während Teile der Bürgerschaft aus verkehrstechnischen Gründen nun den Abriss der beiden noch erhaltenen Stadttore forderten, setzte sich der Oberbürgermeister Otto Winterer dafür ein, sie zu erhalten und auszugestalten. Im Juni 1896 begann ein Wettbewerb unter deutschen Architekten, um einen Entwurf für die Ausgestaltung von Martins- und Schwabentor auszuwählen. Das Privathaus Krauß an der Seite Richtung Schlossberg hätte dafür ebenso umgestaltet werden können wie ein altes Feuerspritzenhaus auf der anderen Seite. Für den oberen Turmabschluss wurde eine „wirkungsvolle“ und „zeitgemäße“ Gestaltung gefordert. Neben Winterer waren Josef Durm, Carl Schäfer, Max Meckel sowie ein Mitglied des Stadtrates als Preisrichter tätig. Allerdings wurde keiner der Wettbewerbsbeiträge umgesetzt. Stattdessen bat die Stadtverwaltung Meckel und Schäfer um Angebote, da sich die Programmbedingungen geändert hätten. So war 1899 der Bau der elektrischen Freiburger Straßenbahn beschlossen worden, was die Zurücksetzung der Privathäuser verlangte, die an die beiden Türme grenzten. Schäfer schlug eine Erhöhung des Schwabentors von 26 auf 65 Meter vor, beim Martinstor von 22 auf 66 Meter. Als Grund nannte er die inzwischen höheren Häuser in der Umgebung. Sein Entwurf kombinierte die bestehenden Bauteile aus dem frühen 13. Jahrhundert mit spätgotischen Aufbauten aus dem 15. Jahrhundert. Im Sommer 1901 wurde der Umbau durch das Freiburger Bauunternehmen Geis & Bauer durchgeführt und das erhöhte Schwabentor mit einem Treppengiebel nach dem Vorbild norddeutscher Stadttürme versehen. Am 28. August 1901 wurde bei beiden Stadttoren Richtfest gefeiert, bevor sie am 14. Oktober mit Inbetriebnahme der Straßenbahn vollendet wurden.
1903 fügte Fritz Geiges auf der Außenseite das Bild des Freiburger Stadtpatrons Sankt Georg als Drachentöter hinzu. Die Umbauten fanden 1913 mit der Errichtung von Nebengebäuden in historisierendem Stil ihr Ende. 1954 wurde der Umbau teilweise rückgängig gemacht, und das Schwabentor erhielt ein schlichteres, dem ursprünglichen Zustand ähnelndes Zeltdach nebst Glockentürmchen mit Zwiebelhaube. 1999 wurden erschütterungsarme Straßenbahngleise eingebaut.
Seit Sommer 2012 wurde das Schwabentor renoviert. Dabei zeigte sich nach dem Entfernen des Putzes, dass die Schäden größer waren als erwartet. Die frühere Gebäudeerhöhung hatte Risse in den Steinen erzeugt und auch das Fundament war nicht stabil genug, sodass es verstärkt werden musste. Um letzteres zu überprüfen, wurden im April 2013 Probebohrungen vorgenommen. Diese ergaben, dass lediglich die südöstliche Ecke des Turms auf festem Schwarzwaldkies gegründet ist, während die anderen Bereiche der Fundamente auf mittelalterlichen Aufschüttungen stehen. Daher wurden Stahllanzen unter die Torfundamente geschoben und Expansionsharze hindurchgepresst, um Fundamente und Untergrund zu härten. Dies wurde während der Sanierung der Straßenbahngleise am Bertoldsbrunnen im Sommer 2014 gemacht, denn da fuhren keine Straßenbahnen durch das Tor. Um die Innenseite des Mauerwerks wurden in fünf bis sieben Höhenmetern Abstand Stahlbänder zur Stabilisierung verlegt. Bei den vorbereitenden Bohrungen stieß man auf unterschiedliche Gesteine, und die Bohrköpfe brachen. Dann wurde nass gebohrt, was länger dauerte. Im November 2015 beschloss die Landesregierung, die Sanierung mit 210.000 Euro aus der dritten Tranche des Denkmalförderprogrammes des Landes zu unterstützen. Im Dezember 2015 wurde das Gerüst entfernt.

## Architektur

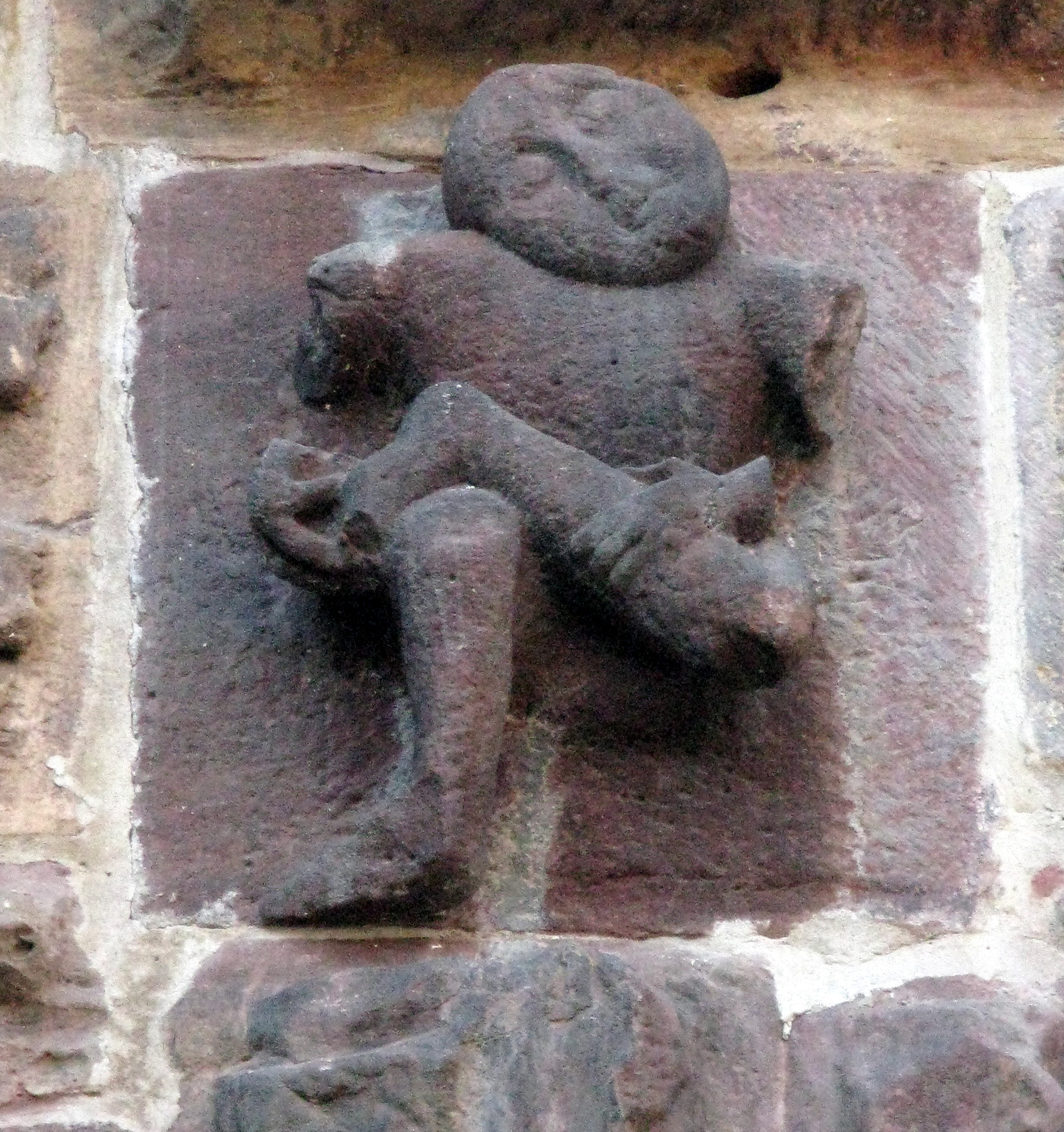
Dornauszieher auf der Stadtseite des Schwabentores

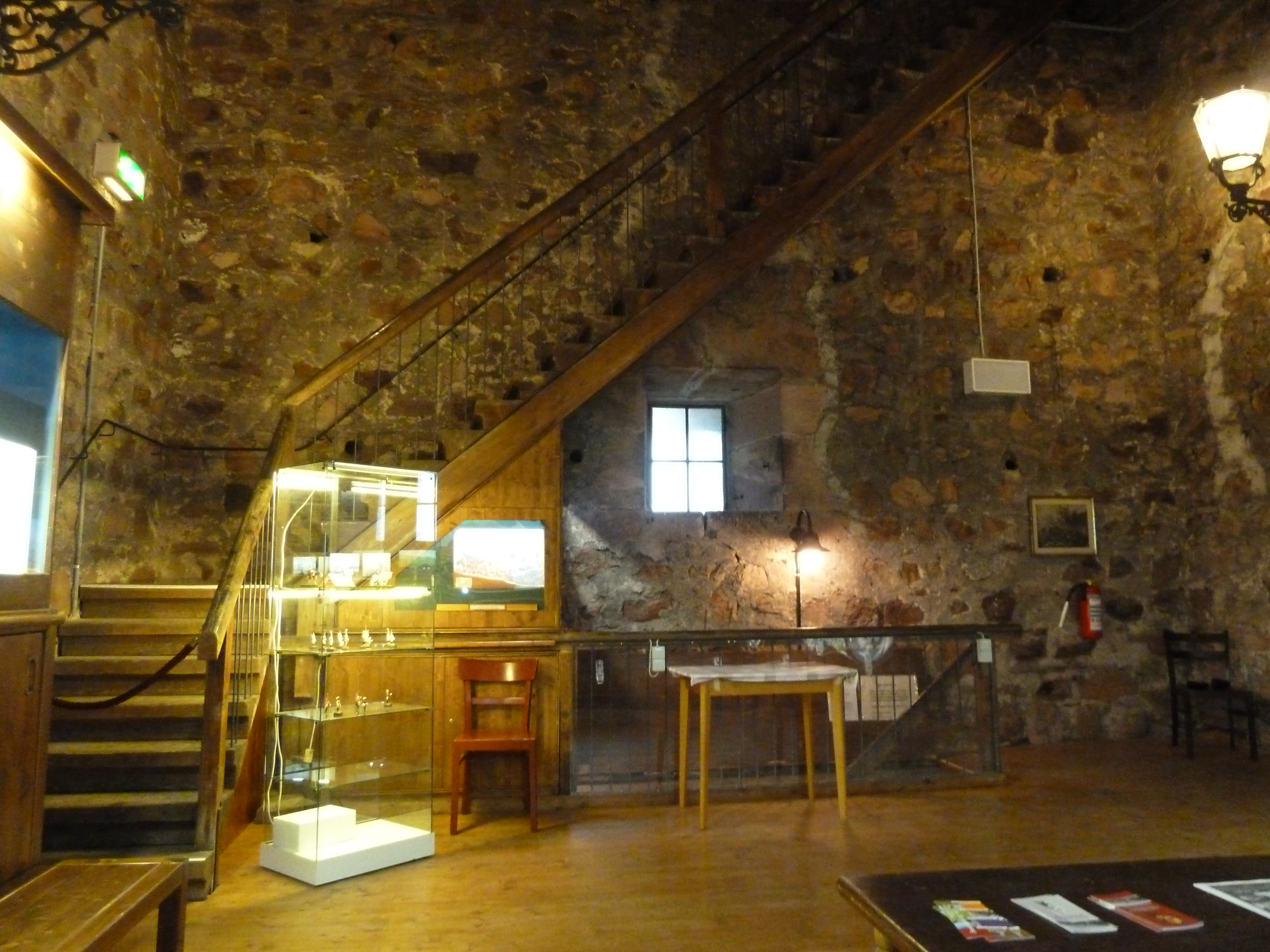
Aufgang in das dritte Stockwerk

Der Bau auf quadratischem Grundriss besitzt eine Seitenlänge von jeweils elf Metern und zählt über der spitzbogigen Toröffnung drei Geschosse. Zur Außenseite hin beträgt die Stärke des in den einzelnen Geschossen abgesetzten Gemäuers unten mehr als 3,5 Meter und im obersten Geschoss noch zwei Drittel davon. Das Steinwerk besteht im unteren Teil aus schweren Buckelquadern von rotem Sandstein, oben aus Bruchstein mit starken Eckbossen.
Über dem Schlussstein des der Stadt zugewandten Seite des Torbogens ist eine romanische Darstellung des „Dornausziehers“ zu sehen, einer Figur, die schon aus der Antike bekannt ist, hier aber christlich gedeutet wird: Der Mensch trägt den Dorn der Erbsünde in sich, woran der aus dem Tor Gehende gemahnt wird.

## Verkehr
Das Schwabentor steht auf der Grenze der Innenstadt-Fußgängerzone Oberlinden und wird regulär nur stadtauswärts durch die Linie 1 der Straßenbahn durchfahren. Stadteinwärts ist dies der Straßenbahn, dem Fahrrad, Taxis, dem Lieferverkehr und Innenstadtanliegern durch das Tor des östlich anschließenden Anbaus möglich. Der Kfz-Verkehr stadtauswärts wird westlich am Tor vorbeigeführt. Es ist damit eins von vier historischen Stadttoren im deutschsprachigen Raum, die von Straßenbahnen durchfahren werden, neben  dem Martinstor in Freiburg handelt es sich um das Nauener Tor in Potsdam und den Käfigturm in Bern.

## Museum

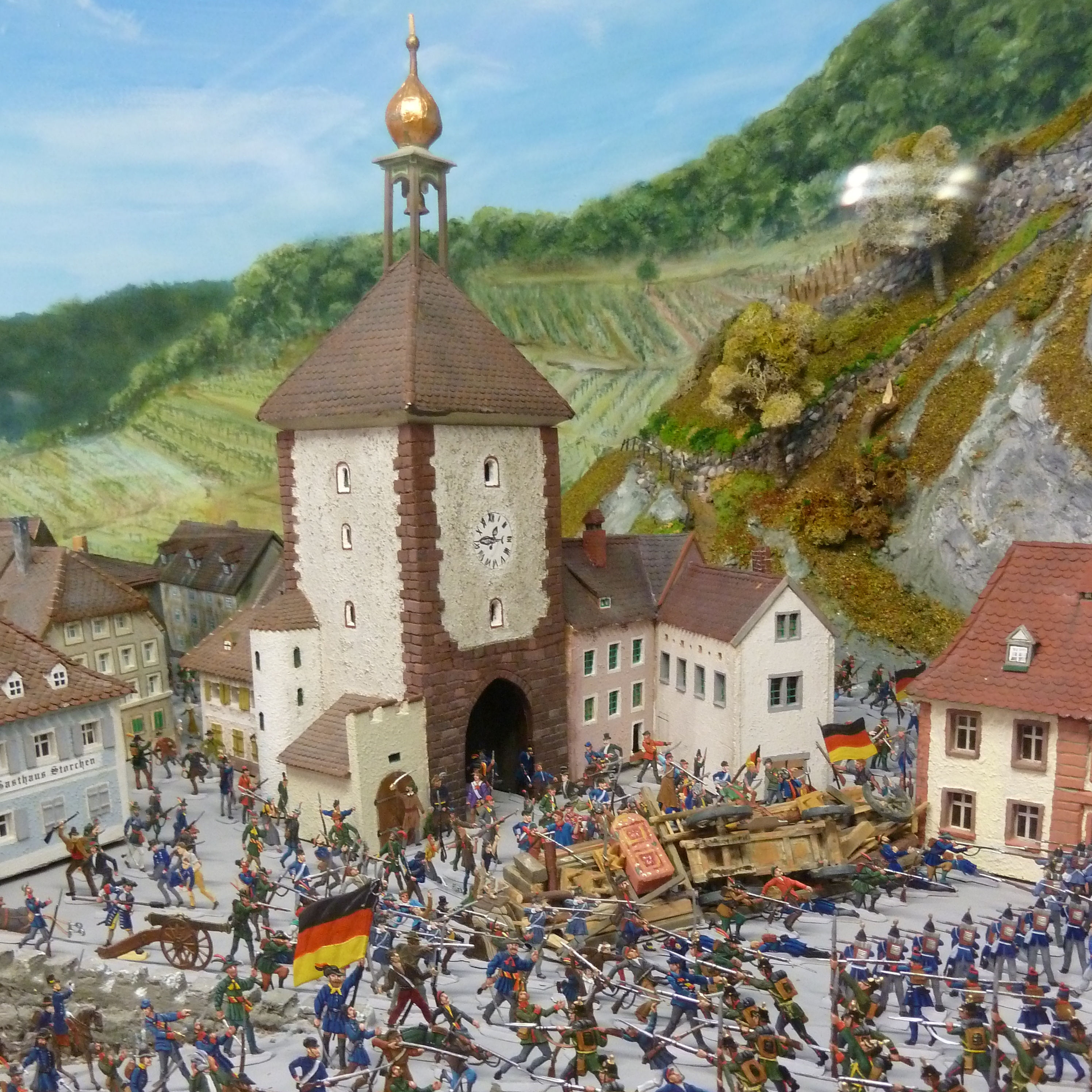
Darstellung des Gefechts am Schwabentor von 1848 in der Zinnfigurenklause

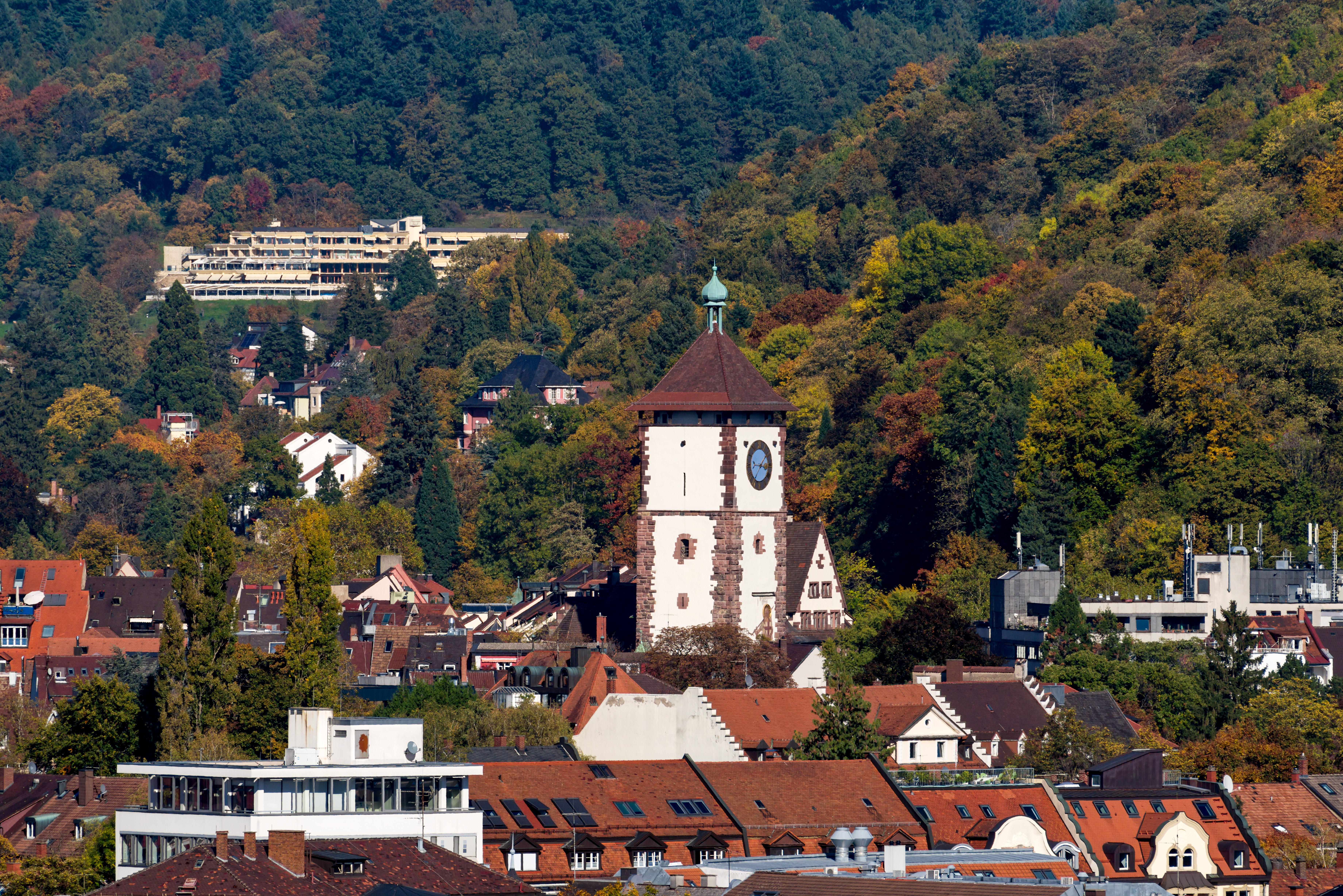
Blick auf das Schwabentor von der Lorettokapelle

Seit 1969 beheimatet der Turm des Schwabentors auf drei Stockwerken ein kleines privates Museum, die „Zinnfigurenklause“. In Dioramen sind unter Verwendung von etwa 9000 handbemalten Zinnfiguren Szenen vor allem aus den Freiheitsbewegungen im süddeutschen Raum (Schlacht bei Sempach, Bauernkriege, 1848er-Revolution), aber auch aus der Zeit der Reformation dargestellt.
Unter den dortigen Dioramen findet sich eine Szene am Schwabentor, die den Sturm auf Freiburg am Ostermontag 1848 zeigt. An die Ereignisse der Revolution erinnert zudem eine Gedenktafel am (inoffiziell so bezeichneten) Platz der letzten Barrikade von 1848 neben dem Tor.